# Objekt–verb–subjekt-språk
Ett objekt–verb–subjekt-språk (OVS-språk) är inom lingvistiken ett språk som har en grundordföljd där objektet (O) står först i satser, följt av (predikats-)verbet (V) och sedan subjektet (S).
Cirka 0,1 % av jordens språk är OVS-språk. Det är den mest sällsynta grundordföljden i naturliga mänskliga språk. Hixkaryana är dock ett exempel. Bland fiktiva språk är klingonska ett OVS-språk. OVS förekommer också som alternativ ordföljd bland annat i tamil, och även i vissa svenska konstruktioner: ”fisk äter jag inte”.